# Eximia
Eximia Jordan, 1894 è un genere di coleotteri appartenente alla famiglia Cerambycidae.

## Tassonomia
Comprende le seguenti specie:
- Eximia colorata
- Eximia felitima
- Eximia sinuatocolle
- Eximia suturalis